# José Olmos Burgos
José Olmos Burgos fue un pequeño propietario agrícola y político español, que fue alcalde de Valencia durante la Segunda República.

## Biografía
Olmos Burgos era un pequeño propietario agrícola del Partido de Unión Republicana Autonomista. 
En 1931 fue elegido concejal del ayuntamiento de Valencia, y ejerció la alcaldía entre febrero y marzo de 1936. Intentó enderezar el rumbo de PURA, bastante desacreditado tras el escándalo del estraperlo, pero en las elecciones municipales de marzo de 1936, pese a obtener nueve concejales, su partido fue sobrepasado por el Frente Popular (4 concejales del PSOE, 3 del PCE y 2 Esquerra Valenciana) y dimitió.